# Prievidzská kotlina
Prievidzská kotlina je geomorfologický podcelek Hornonitrianské kotliny na středním Slovensku.

## Vymezení
Nachází se v její centrální části, v povodí řeky Nitra a Handlovka v okrese Prievidza. Sousedí s Lúčanskou Fatrou na severu, na severovýchodě s pohořím Žiar a jeho podcelky Vyšehrad a Horeňovo, východně navazuje Handlovská kotlina a jižněji položený Vysoký Vtáčnik, podcelek Vtáčnika. Jižním směrem pokračuje kotlina málo zvlněným územím Oslianskej kotliny, jihozápadně navazuje Rudnianska kotlina a v západní části vystupuje Malá Magura a Zliechovská hornatina (oba podcelky Strážovských vrchů).

## Sídla v Prievidzské kotlině
Prievidzská kotlina patří mezi hustě zalidněná území a leží tady města Prievidza, Nováky a Bojnice, z významnějších obcí potom Nitrianske Pravno, Nedožery-Brezany, Sebedražie, Lehota pod Vtáčnikom a Kanianka.

## Doprava
Územím vedly od pravěku důležité dopravní spojnice Ponitria s Pohroním a Turcem. Mezi klíčové komunikace patří mezinárodní silnice E 572, vedoucí po silnici I/9 spojující Trenčín, Prievidzu a Zvolen. Nadregionální význam má i silnice I/64, která lemuje řeku Nitru severojižním směrem a spojuje Nitru, Nováky a Prievidzu se Žilinou a po silnici II/519 i s Martinem.
Důležitou úlohu pro průmysl i osobní přepravu sehrává železniční doprava. Na hlavní trať z Nových Zámků navazují v prievidzské stanici na trať do Horné Štubne a na trať z Prievidzy do Nitrianskeho Pravna.

## Podívej se také
- Hornonitrianska kotlina
- Handlovská kotlina